# 白百合短期大学
白百合短期大学（日语：／ Shirayuri Tanki Daigaku *）是过去一所位于日本东京都千代田区的私立短期大学。

## 概要

### 简介
- 学校最早可以追溯到1696年[1]。短期大学为于1950年开办[1]、由学校法人白百合学园经营、来源于法兰西人女传教士创立的学校[1]、由于教育的基础是天主教。招生到1964年、停办于1966年[2]。

### 历史
- 1950年 白百合短期大学成立并同时设置两个学科、以下列举[1]。
  - 日文科
  - 英国文学科
- 1958年 法国文学科成立[1][2]。
- 1964年 招生最后、次年停止招生（正式停办于1966年3月31日[2]）。

## 学校环境
- 校区：在了东京都千代田区[注 1]

## 历任校长
- 海老原泉：最后短期大学校长[3]。

## 组织

### 学科
- 日文科
- 英国文学科
- 法国文学科

### 专科
| - 没有 |

### 业余课程
| - 没有 |

## 相关链接
- 日本短期大学列表
- 仙台白百合短期大学
- 白百合女子大学